# Антиохийский маронитский патриарх

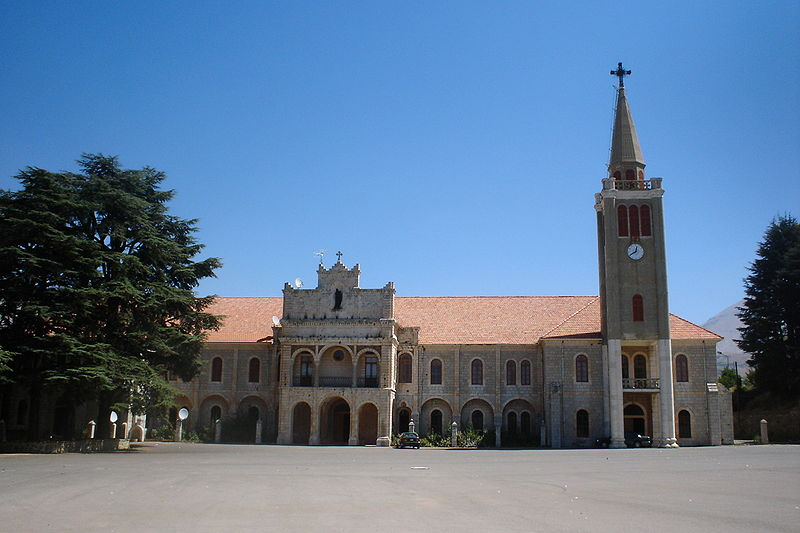
Летняя резиденция антиохийского маронитского патриарха, Димане, Ливан

Антиохийский маронитский патриархат — патриархат Маронитской католической церкви. Резиденция антиохийского маронитского патриарха находится в населённом пункте Бкерке, Ливан.

## История
Антиохийский маронитский патриархат распространяет свою юрисдикцию на всех верующих маронитского обряда.
Собственными церковными структурами патриарха являются:
- Епархия Джуббе, Сарбы и Джунии;
- Патриарший экзархат Иордании;
- Патриарший экзархат Иерусалима и Палестины.

## Патриархи
- Юханна эль-Джадж (1445—1468);
- Якуб эль-Хадес (1445—1468);
- Юсеф эль-Хадес (1468—1492);
- Семан эль-Хадес (1492—1524);
- Мусса Акари (1524—1567);
- Михаил Риззи (1567—1581);
- Саркис Риззи (14.03.1583 — 1596);
- Юсеф Риззи (5.05.1599 — 26.03.1608);
- юсеф Маклуф эль-Дуайхи (30.08.1609 — 17.12.1634);
- Джирджис Омайра эль-Дуайхи (3.03.1636 — 24.07.1644);
- Юсеф Халиб (29.11.1646 — 3.11.1647);
- Юханна Баваб (13.09.1649 — 1656);
- Джирджис Ризгала (26.05.1659 — 12.04.1670);
- Истифан Бутрус ад-Дувейхи (8.08.1672 — 3.05.1704);
- Джибраил аль-Блузани (27.04.1705 — октябрь 1705);
- Якуб Бутрос Аввад (21.02.1706 — 12.02.1733);
- Юсеф Бутрос Дерхам эль-Хазен (18.12.1733 — 13.05.1742);
- Семан Бутрос Аввад Semaan (16.03.1743 — 12.02.1756);
- Тубия Бутрос эль-Хазен (28.03.1757 — 19.05.1766);
- Юсеф Бутрос Эстефан (6.04.1767 — 22.04.1793);
- Михаил Бутрос Фадель (20.09.1793 — 17.05.1795);
- Филибос Бутрос эль-Гемайель (12.06.1795 — 12.04.1796);
- Юсеф Бутрос Тйан (24.07.1797 — 19.11.1808);
- Юханна Бутрос Хелу (19.12.1814 — 12.05.1823);
- Юсеф Бутрос Хобайш (3.03.1824 — 23.03.1845);
- Юсеф эль-Хазен (19.01.1846 — 3.11.1854);
- Булос Бутрос Массад (23.03.1855 — 18.04.1890);
- Юханна Бутрос аль-Хаджж (28.04.1890 — 24.12.1898);
- Илья Бутрос Хоайек (6.01.1899 — 24.12.1931);
- Антун Бутрос Арида (8.01.1932 — 19.05.1955);
- кардинал Булос Бутрос Меуши (25.05.1955 — 11.01.1975);
- кардинал Антоний Бутрос Хорейш (3.02.1975 — 3.04.1986);
- кардинал Насрулла Бутрос Сфейр (19.04.1986 — 26.02.2011);
- кардинал Бешар Бутрос Раи O.M.M. (15.03.2011 — по настоящее время).

## Источник
- Annuario Pontificio, Libreria Editrice Vaticana, Città del Vaticano, 2003, ISBN 88-209-7422-3
- Giuseppe Simone Assemani , Series chronologica patriarcharum Antiochiae, Roma 1881  (лат.)  (ар.)
- Pius Bonifacius Gams, Series episcoporum Ecclesiae Catholicae, Leipzig 1931, стр. 457—458
- Konrad Eubel, Hierarchia Catholica Medii Aevi, vol. 3 Архивная копия от 21 марта 2019 на Wayback Machine, стр. 235—236; vol. 4 Архивная копия от 4 октября 2018 на Wayback Machine, стр. 86-87; vol. 5, стр. 89; vol. 6, стр. 87  (лат.)